# Janusz Przymanowski

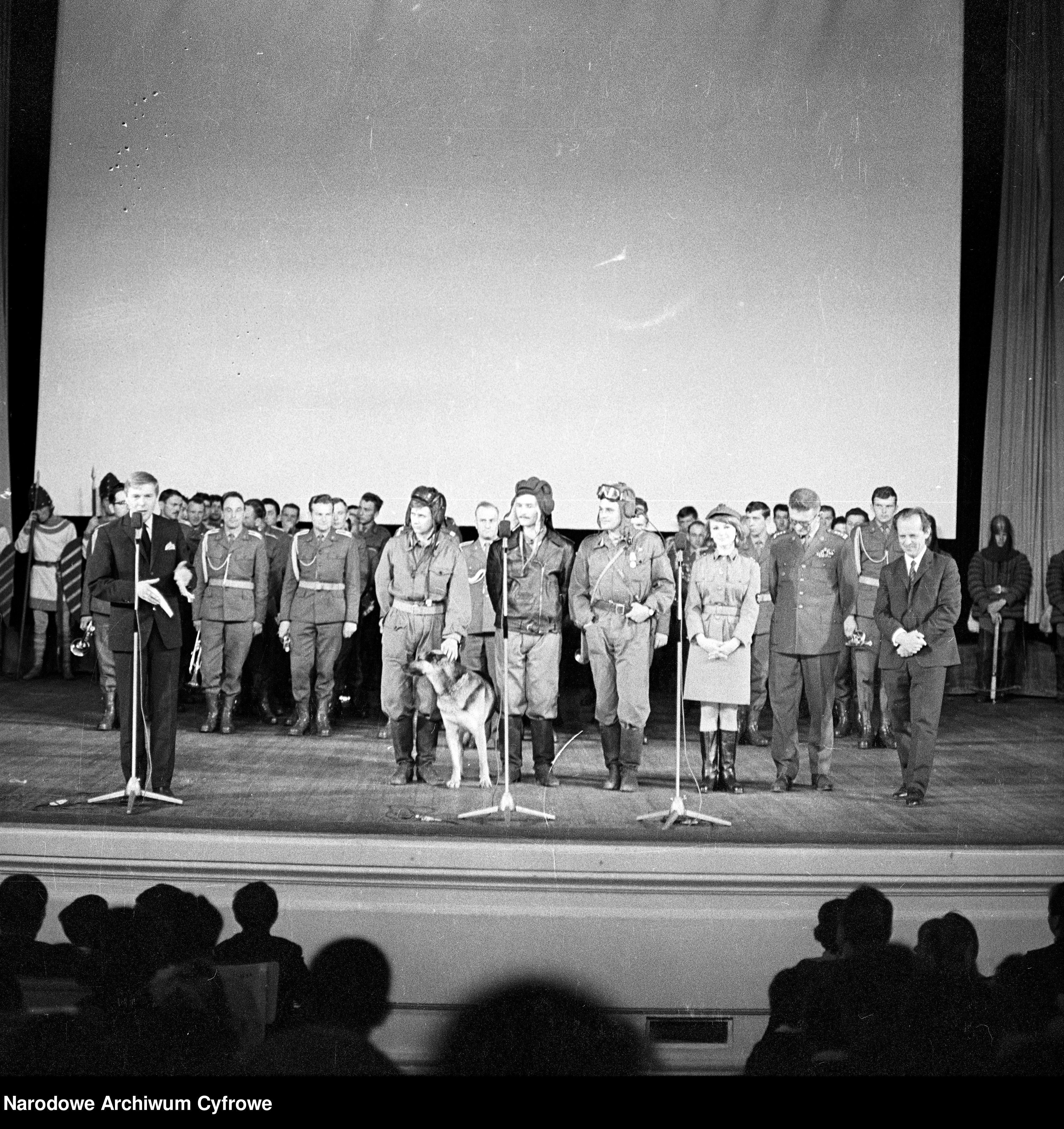
Premiera serialu Czterej Pancerni i pies w Sali Kongresowej Pałacu Kultury i Nauki (1966), drugi z prawej płk Janusz Przymanowski

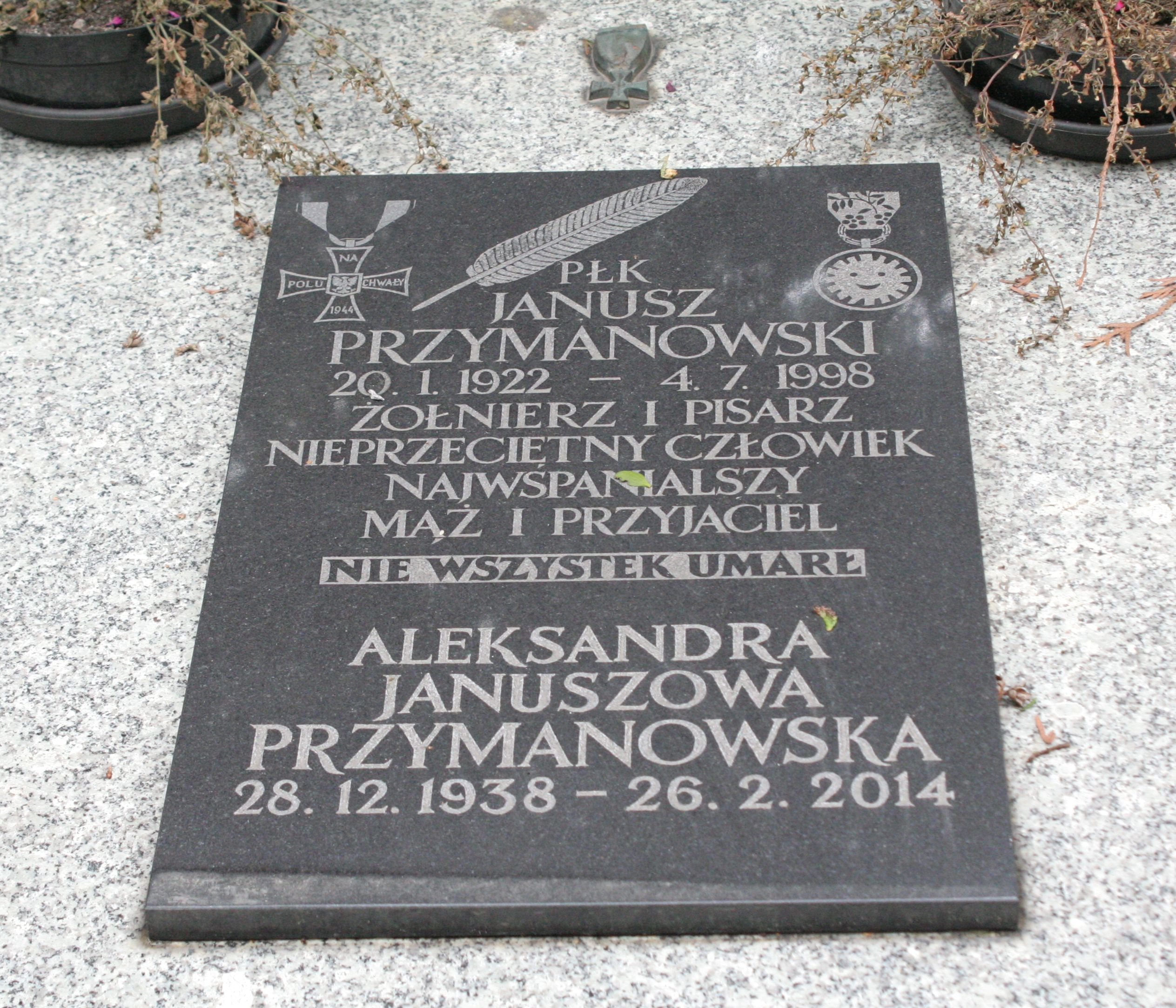
Grób Janusza Przymanowskiego i jego żony na cmentarzu Wojskowym na Powązkach w Warszawie

Janusz Przymanowski (ur. 20 stycznia 1922 w Warszawie, zm. 4 lipca 1998 tamże) – polski pisarz, poeta i dziennikarz, scenarzysta, tłumacz literatury rosyjskiej, pułkownik ludowego Wojska Polskiego, poseł na Sejm PRL VIII kadencji. Autor powieści Czterej pancerni i pies.

## Życiorys
Pochodził z urzędniczej rodziny. Jego ojciec, Stefan, był urzędnikiem kolejowym. Matka, Wacława z domu Rajchert, zmarła w 1934 roku. Skończył Gimnazjum im. Stefana Żeromskiego w Warszawie. Był uczestnikiem wojny obronnej w 1939; maturę zdał w 1940 w Szkole nr 21 w Brześciu nad Bugiem. W latach 1940–1943 internowany i więziony przez władze sowieckie pracował w kamieniołomie bazaltu, w fabryce metalurgicznej, w sowchozie i w kołchozie jako traktorzysta.
W 1943 wstąpił ochotniczo do Armii Czerwonej, jako szeregowiec piechoty morskiej. W listopadzie 1943 przeszedł do I Korpusu Polskiego w ZSRR, otrzymał przydział do 5 Brygady Artylerii Ciężkiej, w której jako oficer polityczny 4 baterii pozostał aż do okresu walk o Warszawę. W listopadzie 1944, w stopniu porucznika, został specjalnym korespondentem i zastępcą naczelnego redaktora gazety 1 Armii Wojska Polskiego „Zwyciężymy”, relacjonującym m.in. szturm Berlina.
Po zakończeniu II wojny światowej wstąpił do Polskiej Partii Robotniczej. Pracował w redakcjach kilku czasopism o tematyce wojskowej: redaktor naczelny „Skrzydlatej Polski”, zastępca redaktora naczelnego „Żołnierza Polskiego”, publicysta miesięcznika „Wojsko Ludowe”.
W 1961 awansowany do stopnia pułkownika. W latach 1962–1964 członek warszawskiego Komitetu Wojewódzkiego Polskiej Zjednoczonej Partii Robotniczej (należał do tej partii przez cały okres jej istnienia). Od 1959 studiował na Wydziale Historycznym Uniwersytetu Warszawskiego, pracę magisterską obronił w 1966. W latach 1980–1985 był posłem na Sejm PRL. Deklarował się jako zwolennik wprowadzenia w Polsce stanu wojennego w grudniu 1981. Jako poseł na Sejm aktywnie brał udział w budowaniu w kręgach partyjnych atmosfery zagrożenia rzekomą zemstą „Solidarności”:

Były przygotowywane listy proskrypcyjne, kogo i w jakiej kolejności na latarnie, a niektóre regiony wymieniały na tych listach również i dzieci. Co prawda powyżej lat sześciu. Ale Dżyngis-chan był bardziej łaskawy, wyrzynając bowiem podbite narody, wyrzynał je powyżej osi wozu, a wozy miał na wysokich kołach

W stan spoczynku przeszedł w 1974. W latach 80. XX wieku był członkiem Rady Redakcyjnej organu teoretycznego i politycznego Komitetu Centralnego PZPR „Nowe Drogi”.
Przez wiele lat był członkiem Rady Naczelnej Związku Bojowników o Wolność i Demokrację. W latach 1988–1990 członek Rady Ochrony Pamięci Walk i Męczeństwa.
Zadebiutował w 1950 na łamach prasy jako prozaik. Był autorem wielu książek o tematyce wojskowej i wojennej. Zajmował się głównie udziałem Polaków w II wojnie światowej. Największą sławę przyniosła mu powieść Czterej pancerni i pies, a na podstawie jego scenariusza nakręcono serial telewizyjny o tym samym tytule. W końcowej scenie ostatniego, 21. odcinka serialu zagrał epizodyczną rolę fotografa. Spod jego pióra wyszło też ponad 200 tekstów piosenek i 2 musicale.

## Życie prywatne
Był trzykrotnie żonaty. Drugą żoną była Maria Hulewiczowa, trzecią Aleksandra Przymanowska.
Jego córką jest Danuta Przymanowska-Boniuk (ur. 1946; wcześniej Przymanowska-Rudzińska), ilustratorka i graficzka związana między innymi z wydawnictwem Nasza Księgarnia, autorka ilustracji do książki ojca Fortele Jonatana Koota.
Zmarł 4 lipca 1998. Został pochowany na Cmentarzu Wojskowym na Powązkach (kwatera C 11-3-10).

## Wybrane utwory
- Młodym, Wyd. „Krajowa Agencja Wydawnicza”, Warszawa 1989, ISBN 83-03-02628-3
- Odsiecz Europy, Wyd. „Nasza Księgarnia”, Warszawa 1983, ISBN 83-10-08527-3
- Tarcza i miecz, Wyd. „Nasza Księgarnia”, Warszawa 1980 ISBN 83-10-07855-2
- Trójca grzeszna, Wyd. MON, Warszawa 1980 ISBN 83-11-06445-8
- Fortele Jonatana Koota (dla dzieci; na jej podstawie nakręcono serial animowany w latach 1980–1981), Wyd. „Nasza Księgarnia”, Warszawa 1978 ISBN 83-10-08105-7
- Czy na pewno jesteś patriotą?, Wyd. Młodzieżowa Agencja Wydawnicza, Warszawa 1977
- Drogi do zwycięstwa, Wyd. MON, Warszawa 1977
- Rycerze srebrnej tarczy, Wyd. Literackie, Warszawa 1976
- Zawzięty, Wyd. MON, Warszawa 1976
- Wszyscy i nikt, Wyd. MON, Warszawa 1976
- Polacy na drogach do zwycięstwa, Wyd. „Interpress”, Warszawa 1975
- Znużony, Wyd. MON, Warszawa 1974
- Listy siwiejące O wyborze celu: dróg i sposobów skutecznego postępowania ku pożytkowi wchodzących w życie napisane, Wyd. „Iskry”, Warszawa 1973
- Studzianki (reportaż historyczny), Wyd. MON, Warszawa 1971
- Czterej pancerni i pies, Wyd. MON, Warszawa 1964 ISBN 83-11-06419-9 (w PRL pierwsza część była lekturą do klasy V szkoły podstawowej) – pierwowzór serialu telewizyjnego pod tym samym tytułem
- Tajemnica wzgórza nr 117, Wyd. „Nasza Księgarnia”, Warszawa 1969 (w PRL była lekturą do klasy IV szkoły podstawowej)
- Rozpoznania i szarże, Wyd. MON, Warszawa 1968
- Wezwany, Wyd. MON, Warszawa 1968
- Minerzy podniebnych dróg (książka i film dla telewizji ZSRR z O. Gorczakowem), Wyd, Książka i Wiedza, Warszawa 1970
- Ze 101 frontowych nocy, Wyd. „Książka i Wiedza”, Warszawa 1961
- Chłopiec znad Wisły, Wyd. MON, Warszawa 1951
- Żołnierze czterech rzek, Wyd. MON, Warszawa 1953
- Bagnet z uralskiej stali, Wyd. Czytelnik, 1953
- Seria z Pazurem:
  - Fort Zerwipazura, Wyd. MON, 1983, ISBN 83-11-06959-X
  - Ułan i ułanka, Wyd. MON, 1983, ISBN 83-11-06960-3
  - Kudłaty Saper, Wyd. MON, 1983, ISBN 83-11-06961-1
  - Bombowa Buki, Wyd. MON, 1984, ISBN 83-11-07009-1
  - Wiri z gór, Wyd. MON, 1983, ISBN 83-11-06961-1
  - Kanonier Wojciech, Wyd. Poznańskie, 1985, ISBN 83-210-0085-1
  - Lewy Róg, Wyd. MON, 1985,ISBN 83-11-07074-1
  - Grad zasłużony, Wyd. MON, 1985, ISBN 83-210-0252-8
  - Zaprzęg ratunku, Wyd. MON, 1985, ISBN 83-210-0263-3

### Tłumaczenia
- Błękitny promień (tyt. oryg. Аппарат „СЛ-1”, Władimir Niemcow), Wyd. „Prasa Wojskowa”, Warszawa 1950
- Tajemnicze zniknięcie inżyniera Bobrowa (tyt. oryg. Исчезновение инженера Боброва, Wiktor Saparin), Wyd. MON, Warszawa 1949
- Wąwóz Batyrłar-Dżoł (tyt. oryg. Uszczel'je Batyrłar-Dżoł, Aleksandr Studitski), Wyd. MON, Warszawa 1949

## Filmografia

### Filmy fabularne
- 1963 – Вызываем огонь на себя (miniserial ZSRR) – materiały do scenariusza (opowiadanie)
- 1966–1970 – Czterej pancerni i pies – scenariusz
  - 1970 – Czterej pancerni i pies (odc. 21. „Dom”) – obsada aktorska (fotograf)
- 1973 – Zasieki – scenariusz, dialogi
- 1977 – Wszyscy i nikt – scenariusz, dialogi

### Krótki metraż, dokument, animacja
- 1961 – Aby kwitło życie... – komentarz
- 1963 – Wioska mała jak Płowce – scenariusz, komentarz
- 1964 – Na piastowskim szlaku – scenariusz
- 1980–1981 Fortele Jonatana Koota – dialogi, słowa piosenki (-nek)
- 1981 – Glac-Plac w Fortele Jonatana Koota – słowa piosenki (-nek)

## Odznaczenia
- Order Sztandaru Pracy II klasy (1965)
- Order Krzyża Grunwaldu III klasy (1946)
- Krzyż Komandorski z Gwiazdą Orderu Odrodzenia Polski (1987)[12]
- Krzyż Kawalerski Orderu Odrodzenia Polski (19 sierpnia 1946)[13]
- Krzyż Walecznych (1947, za desant na Czerniakowie podczas walk o Warszawę w 1944)
- Złoty Krzyż Zasługi (1956)
- Srebrny Krzyż Zasługi
- Medal „Za udział w wojnie obronnej 1939” (1981)[14]
- Medal Komisji Edukacji Narodowej (1973)
- Odznaka „Zasłużony Działacz Kultury” (1978)
- Złota Odznaka Honorowa Towarzystwa Przyjaźni Polsko-Radzieckiej (1967)[15]
- Order Uśmiechu (przyznany na wniosek dzieci w 1968, a odebrany z legitymacją nr 2 w dniu 2 marca 1969 w Pałacu Kultury i Nauki w Warszawie)
- Krzyż Honorowy Bractwa Kurkowego Grodu Bytomskiego (21 października 1988)[16]
- Order Przyjaźni Narodów (1988)
- Medal jubileuszowy „Czterdziestolecia zwycięstwa w Wielkiej Wojnie Ojczyźnianej 1941–1945” (1985, ZSRR)[17]

## Nagrody
- Nagroda Ministra Obrony Narodowej II stopnia (1966)
- Nagroda Ministra Obrony Narodowej I stopnia (zespołowa) oraz Ministra Kultury i Sztuki za serial telewizyjny Czterej pancerni i pies (1967)
- Nagroda Prezesa Rady Ministrów za twórczość artystyczną dla dzieci i młodzieży (1977)
- Nagroda „Trybuny Ludu” (1977)[18]
- Nagroda Przewodniczącego Komitetu do spraw Radia i Telewizji I stopnia za twórczą współpracę z PRiTV (1978)
- Nagroda Prezesa Rady Ministrów I stopnia w dziedzinie twórczości i sztuki estradowej (1979)
- Dyplom honorowy Związku Pisarzy ZSRR (1979)[19]
- i inne